# Ратешу-Кузей
Ратешу-Кузей (рум. Rateșu Cuzei) — село у повіті Васлуй в Румунії. Входить до складу комуни Ребріча.
Село розташоване на відстані 290 км на північний схід від Бухареста, 25 км на північний захід від Васлуя, 35 км на південь від Ясс.

## Населення
За даними перепису населення 2002 року у селі проживала 541 особа, усі — румуни. Усі жителі села рідною мовою назвали румунську.